# 21250 Kamikouchi
21250 Kamikouchi (1995 YQ2) là một tiểu hành tinh vành đai chính được phát hiện ngày 17 tháng 12 năm 1995 bởi N. Sato ở Chichibu.